# Poecilochroa loricata
Poecilochroa loricata är en spindelart som beskrevs av Kritscher 1996. Poecilochroa loricata ingår i släktet Poecilochroa och familjen plattbuksspindlar.
Artens utbredningsområde är Malta. Inga underarter finns listade i Catalogue of Life.